# Listă de filme clasice cu monștri
Această listă include filme clasice cu monștri realizate între 1920 și 1982, considerate reprezentative pentru genurile horror, sciemce-fiction sau fantasy. Filmele au fost selectate pe baza recunoașterii critice și popularității.
| Titlu film                    | Anul | Țara de orgine | Regizor                              | Monstrul                           | Observații |
| ----------------------------- | ---- | -------------- | ------------------------------------ | ---------------------------------- | --- |
| Cabinetul doctorului Caligari | 1920 | Germania       | Robert Wiene                         | Somnambulul criminal, Cesare       | Considerat începutul expresionismului german. |
| Nosferatu                     | 1922 | Germania       | F.W.Murnau                           | Vampir (Contele Orlok)             | Este considerat primul film important cu vampiri din istorie. |
| Dracula                       | 1931 | SUA            | Tod Browning                         | Vampir (Contele Dracula)           | A fost primul mare succes horror al Universal și a lansat „Universal Monsters Universe”, împreună cu Frankenstein (1931). A consacrat figura vampirului cu accent est-european, privire hipnotică și gesturi aristocratice.                                                                                        |
| Frankenstein                  | 1931 | SUA            | James Whale                          | Monstrul lui Frankenstein          | A lansat cariera lui Boris Karloff și l-a transformat în simbol al horror-ului clasic. Imaginea creaturii a devenit o parte din cultura pop, apărând în filme, desene animate și reclame. |
| Mumia                         | 1932 | SUA            | Karl Freund                          | Mumia (Imhotep)                    | Primul film care a adus în horror-ul hollywoodian mitologia egipteană. |
| King Kong                     | 1933 | SUA            | Merian C. Cooper Ernest B. Schoedsak | Gorilă gigantică                   | Este considerat primul blockbuster de „creatură gigantică” și un moment definitoriu pentru efectele speciale în cinema. |
| Omul invizibil                | 1933 | SUA            | James Whale                          | Omul invizibil                     | Filmul a fost un succes masiv și a cimentat imaginea Omului Invizibil cu bandaje și ochelari negri în cultura pop. |
| Mireasa lui Frankenstein      | 1935 | SUA            | James Whale                          | Monstrul lui Frankensein & Mireasa | Considerat un clasic absolut și una dintre puținele continuări mai bune decât originalul. Imaginea Miresei a devenit un icon al culturii pop, chiar dacă apare pe ecran doar câteva minute. Filmul a influențat deopotrivă cinematografia horror și genul SF.                                                      |
| Vârcolacul din Londra         | 1935 | SUA            | Stuart Walker                        | Vârcolac                           | A introdus pe marele ecran mitul vârcolacului în cinematografia americană. |
| Omul-lup                      | 1941 | SUA            | George Waggner                       | Vârcolac                           | Filmul care a definit imaginea clasică a vârcolacului în cultura populară și a devenit unul dintre titlurile de referință din seria Universal Monsters. Replica Malevei, „Even a man who is pure in heart…” („Chiar și un om cu inima curată…”) a rămas un vers clasic din cultura pop.                            |
| Creatura din Laguna Neagră    | 1954 | SUA            | Jack Arnold                          | Creatură acvatică                  | Filmări subacvatice inovatoare: scenele cu înotul sincron dintre Creatură și Kay sunt iconice. |
| Godzilla                      | 1954 | Japonia        | Ishirō Honda                         | Godzilla                           | Godzilla a devenit simbol internațional, apărând în jocuri video, benzi desenate, seriale și remake-uri. |
| Rodan                         | 1956 | Japonia        | Ishirō Honda                         | Pteranodon gigantic                | Este primul film Toho Co, Ltd. cu kaiju, color și film Cinemascope, ceea ce a permis scene spectaculoase cu peisaje largi și lupte aeriene. |
| The Blob (Monstrul gelatinos) | 1958 | SUA            | Irvin Yeaworth                       | Monstru gelatinos extraterestru    | The Blob a devenit simbol al cinematografiei B-movie din anii ’50 și este celebrat anual în orașul Phoenixville, Pennsylvania, unde a fost filmată celebra scenă cu publicul fugind din cinematograf. |
| Mothra                        | 1961 | Japonia        | Ishirō Honda                         | Molie gigantică                    | Este considerat unul dintre filmele Toho Co. Ltd. cu cele mai puternice mesaje ecologiste. |
| Gamera, monstrul uriaș        | 1965 | Japonia        | Noriaki Yuasa                        | Broasca țestoasă gigant            | A devenit rivalul „oficial” al lui Godzilla în cultura pop japoneză. |
| Noaptea morților vii          | 1968 | SUA            | George A, Romero                     | Zombie                             | Filmul care a reinventat genul horror cu zombie. |
| Frankenstein cucerește lumea  | 1965 | Japonia        | Ishirō Honda                         | Frankenstein gigant                | Filmul face parte din valul de coproducții japonezo-americane din anii ’60, menite să combine mituri occidentale cu stilul spectaculos Toho. |
| Fălci                         | 1975 | SUA            | Steben Spielberg                     | Rechin ucigaș                      | A inaugurat conceptul de blockbuster estival — lansare amplă, marketing masiv, difuzare simultană în multe cinematografe. Este considerat un manual de regie pentru suspans, adesea studiat în școli de film. |
| Alien (Extraterestrul)        | 1979 | SUA/UK         | Ridley Scott                         | Xenomorful                         | Este considerat unul dintre cele mai bune exemple de „horror cu ritm lent”, în care suspansul este construit treptat. A lansat franciza Alien, a inspirat numeroase filme SF-horror, A transformat-o pe Sigourney Weaver într-o figură emblematică a cinema-ului și a definit conceptul de „final girl” în horror. |
| The Thing (Creatura)          | 1982 | SUA            | John Carpenter                       | Creatură extraterestră mutantă     | Inițial, filmul a fost criticat pentru violența extremă și tonul sumbru, dar în timp a devenit un clasic cult. |